# 1516 en philosophie
Chronologie de la philosophie
- 1512
- 1513
- 1514
- 1515
- 1516
- 1517
- 1518
- 1519
- 1520

L’année 1516 a été marquée, en philosophie, par les événements suivants :

## Publications
- Thomas More :  L'Utopie, 1516, p.ex. Éditions sociales-Messidor, 1966, 1982.